# Hemicladus dejeanii
Hemicladus dejeanii là một loài bọ cánh cứng trong họ Cerambycidae.